# 米建书
米建书（1909年—1987年9月9日），男，直隶（今河北）藁城人，中华人民共和国政治人物。曾任成都市人民政府市长、中共成都市委第一书记、成都警备区第一政治委员、警备区党委第一书记等职。第五届全国人大代表、中共十二大代表。

## 生平
米建书是直隶省（今河北省）藁城兴安镇张村北街人。1936年毕业于北平中国大学政治经济系，1937年10月加入中国共产党。
1987年9月9日在成都病逝。

## 家庭
妻子是前四川医学院院长、四川老年大学创始人马俊之。长子是导演米家山。女兒是企業家米瑞蓉。